# Metuchen
Metuchen est un borough du comté de Middlesex au New Jersey, aux États-Unis.
Il est le siège de l'évêque de Metuchen (Diocèse de Metuchen). 

## Recensement de 2010
Selon le 2010 United States Census, il y avait 13 574 personnes, 5 243 ménages, et 3 744 familles vivant à Metuchen. La densité de la population était 4 910,4 au mille carré (1 895,9 / km2), et 5 440 unités d'habitation pour une densité moyenne de 1 967,9 au mille carré (759,8 / km2). 77,92 % (10 577) étaient Blancs, 4,88 % (662) Noirs ou Afro-Américains, 0,07 % (10) Amérindiens aux États-Unis, 12,96 % (1 759) Asiatiques, 0,02 % (3) des Îles du Pacifique, 1,39 % (189) d'une autre race, et 2,76 % (374) de deux races ou plus. Les Hispaniques et Latino-Américains d'aucune race formaient 6,89 % (935) de la population.

## Personnalités
- Mary Eleanor Wilkins Freeman (1852-1930), écrivain américaine.
- David Copperfield (né en 1956), magicien et illusionniste.